# Fernando Márquez Arce
Fernando Márquez Arce (Guadalajara, Jalisco, 24 de noviembre de 1930 - Tijuana, Baja California, 19 de agosto de 2011) fue un político mexicano, perteneciente al Partido Revolucionario Institucional que fungió como presidente municipal de Tijuana durante el período de 1974 a 1977. 

## Trayectoria política
Estudió la licenciatura en Derecho en su ciudad natal para después asentarse en la ciudad fronteriza de Tijuana donde obtuvo diversos cargos en la función pública, entre ellos el de secretario de Acuerdos de un Juzgado, después en presidente del Tribunal Superior de Justicia del Estado.
En las elecciones de 1974, contendió para ser alcalde de Tijuana, siendo electo para presidir el VIII Ayuntamiento.
Durante su gestión como presidente municipal, creó la delegación La Mesa, anteriormente área ocupada por parcelas que fueron convirtiéndose en colonias faccionadas. El  16,17 y 18 de junio de 1975 se determinó la fecha de fundación de Tijuana el día 11 de julio de 1889, tras un simposio de historia, dirigido por el historiador Miguel León Portilla. También, creó el Departamento de Salvamento y Salvavidas de la Ciudad de Tijuana, en conjunto con la alcaldía de San Diego, California, hecho destacable debido a las tensiones provocadas por la violencia en la frontera y señalamientos entre policías.